# 1549年
| 千纪： | 2千纪 |
| 世纪： | 15世纪 \| 16世纪 \| 17世纪                                                                                 |
| 年代： | 1510年代 \| 1520年代 \| 1530年代 \| 1540年代 \| 1550年代 \| 1560年代 \| 1570年代                           |
| 年份： | 1544年 \| 1545年 \| 1546年 \| 1547年 \| 1548年 \| 1549年 \| 1550年 \| 1551年 \| 1552年 \| 1553年 \| 1554年 |
| 纪年： | 己酉年（鸡年）；明嘉靖二十八年；越南莫朝景曆二年，后黎朝順平元年；日本天文十八年                           |

## 大事记
- 越南后黎朝中宗继位。
- 阿斯吉亞·達烏德登上桑海帝国皇帝位。
- 俄罗斯伊凡四世设立重臣会议。
- 摩洛哥王國薩阿德王朝佔領非斯。
- 奥斯曼帝国对波斯的第二次战争结束。
- 唐荆川编纂《武论》
- 《西麓堂琴统》出版
- 托馬斯·克蘭麥著《公禱書》。
- 法国波城大学建校
- 巴西萨尔瓦多建城。
- 3月23日——葡萄牙在萨尔瓦多设总督，管辖巴西殖民地
- 6月26日——荷兰十七个省宣布脱离神圣罗马帝国而独立
- 8月8日——法国向英国宣战
- 8月15日——耶穌会教士聖方濟·沙勿略从印度果阿搭乘一艘中国船只到达日本的鹿儿岛，开始将天主教传入日本

## 出生
- 高台院，豐臣秀吉正室（逝世于1624年）
- 島津家久，日本武将（逝世于1587年）
- 李如松，明朝将军（逝世于1598年）
- 小野成幸，日本武将（逝世于1593年）
- 孙如游，明朝大臣（逝世于1624年）
- 小川祐忠，日本武将（逝世于1601年）
- 留守政景，日本政治人物（逝世于1607年）
- 福留儀重，日本武将（逝世于1586年）
- 鬼庭綱元，日本武将（逝世于1640年）
- 唐文獻，明朝进士（逝世于1605年）
- 安宅信康，日本将军（逝世于1578年）
- 梅鼎祚，明朝进士（逝世于1615年）
- 洪澄源，明朝举人（逝世于1608年）
- 3月31日——筒井順慶，日本武将和大名（逝世于1584年）
- 7月30日——斐迪南一世·德·美第奇，托斯卡纳大公（逝世于1609年）

## 逝世
- 黎寧，越南后黎皇帝（出生年月不明）
- 松平广忠，日本城主（出生于1526年）
- 荒木田守武，日本诗人（出生于1472年）
- 阿部定吉，日本武将（出生于1505年）
- 朱觀𤊟，明朝鲁王（出生于1520年）
- 朱纨，明朝进士（出生于1494年）
- 朱胤栘，明朝瀋王（出生于1501年）
- 十月十八日——昌嬪安氏，朝鲜嬪御（出生于1498年）
- 11月10日——保祿三世，天主教教宗